# Edward Peil
Charles Edward Peil, detto Edward Peil senior (Racine, 18 gennaio 1883 – Hollywood, 29 dicembre 1958), è stato un attore statunitense.

## Filmografia
- A Slight Misunderstanding (1913)
- The Tomboy's Race, regia di Lucius Henderson (1913)
- Through Flaming Paths, regia di Joseph W. Smiley – cortometraggio (1913)
- The Two Roses – cortometraggio (1914)
- The Price, regia di Lloyd B. Carleton – cortometraggio (1914)
- The Root of Evil – cortometraggio (1914)
- At His Expense, regia di Lloyd B. Carleton – cortometraggio (1914)
- Strength of Family Ties, regia di Lloyd B. Carleton – cortometraggio (1914)
- The Klondike Bubble – cortometraggio (1914)
- A Leaf from the Past, regia di Lloyd B. Carleton – cortometraggio (1914)
- Codes of Honor
- His Brother's Blood, regia di Lloyd B. Carleton – cortometraggio (1914)
- The Investment, regia di Lloyd B. Carleton – cortometraggio (1914)
- The Ragged Earl
- The Impostor, regia di Lloyd B. Carleton – cortometraggio (1914)
- A Double Haul
- A Strange Adventure (1914)
- A Believer in Dreams, regia di Joseph W. Smiley – cortometraggio (1914)
- Bags of Gold – cortometraggio (1915)
- The Living Death, regia di Tod Browning – cortometraggio (1915)
- A Studio Escapade, regia di Lloyd B. Carleton – cortometraggio (1915)
- Was She a Vampire?, regia di Albert W. Hale – cortometraggio (1915)
- Motherhood, regia di Lloyd B. Carleton – cortometraggio (1915)
- The Girl with the Red Feather, regia di Lloyd B. Carleton – cortometraggio (1915)
- Gli amanti della giungla (The Jungle Lovers), regia di Lloyd B. Carleton – cortometraggio (1915)
- The Flashlight, regia di Lloyd B. Carleton – cortometraggio (1915)
- Their Sinful Influence, regia di Lloyd B. Carleton – cortometraggio (1915)
- The White Light of Publicity, regia di Lloyd B. Carleton – cortometraggio (1915)
- The Love of Loti San, regia di Lloyd B. Carleton – cortometraggio (1915)
- The Golden Spurs, regia di Lloyd B. Carleton – cortometraggio (1915)
- Sacred Tiger of Agra, regia di Lloyd B. Carleton – cortometraggio (1915)
- Diamonds Are Trumps, regia di William Robert Daly – cortometraggio (1916)
- Virtue Triumphant, regia di William Robert Daly – cortometraggio (1916)
- The Uncut Diamond, regia di William Robert Daly – cortometraggio (1916)
- Unto Those Who Sin, regia di William Robert Daly (1916)
- At Piney Ridge, regia di William Robert Daly (1916)
- The Test of Chivalry, regia di William Robert Daly – cortometraggio (1916)
- The Hare and the Tortoise, regia di William Robert Daly – cortometraggio (1916)
- The Valiants of Virginia, regia di Thomas N. Heffron (1916)
- His Brother's Keeper, regia di William Robert Daly – cortometraggio (1916)
- The Eyes of the World, regia di Donald Crisp (1917)
- High Play, regia di Edward Sloman (1917)
- Souls in Pawn, regia di Henry King (1917)
- Jilted Janet, regia di Lloyd Ingraham (1918)
- Boots, regia di Elmer Clifton (1919)
- The Pagan God, regia di Park Frame (1919)
- Il pittore dei draghi (The Dragon Painter), regia di William Worthington (1919)
- Giglio infranto (Broken Blossoms), regia di David Wark Griffith (1919)
- The Money Changers, regia di Jack Conway (1920)
- Two Moons, regia di Edward J. Le Saint (1920)
- La sfinge bianca (Isobel or The Trail's End), regia di Edwin Carewe (1920)
- The Killer, regia di Jack Conway, Howard C. Hickman (1921)
- The Song of Life, regia di John M. Stahl (1922)
- The Pleasure Buyers, regia di Chet Withey (1925)
- Cuore di combattente (The Fighting Heart), regia di John Ford (1925)
- Gigolo, regia di William K. Howard (1926)
- Fiumana di fango (Framed), regia di Charles Brabin (1927)
- Charlie Chan's Chance, regia di John G. Blystone (1932)
- Ingratitudine (Emma), regia di Clarence Brown (1932)
- Susanna (I Am Suzanne!), regia di Rowland V. Lee (1933)
- Acciaio blu (Blue Steel), regia di Robert N. Bradbury (1934)
- A Successful Failure, regia di Arthur Lubin (1934)
- Le due città (A Tales of Two Cities), regia di Jack Conway (1935)
- Conflict, regia di David Howard (1936)
- Vigilia d'amore (When Tomorrow Comes), regia di John M. Stahl (1939)